# Sapezal
Sapezal – miasto i gmina w Brazylii, w stanie Mato Grosso.
Gmina Sapezal została utworzona przez prawo stanowe nr 6,534 z 19 września 1994, pierwszym burmistrzem był André Antonio Maggi.